# Campioni italiani assoluti di atletica leggera indoor - 1500 metri piani maschili
Questa pagina raccoglie un elenco di tutti i campioni italiani dell'atletica leggera nei 1500 metri piani indoor, specialità introdotta nella manifestazione sin dalla sua prima edizione del 1970 e attualmente facente parte del programma dei campionati.

## Albo d'oro
| Anno | Atleta (società)                                               | Prestazione |
| ---- | -------------------------------------------------------------- | ----------- |
| 1970 | Roberto Gervasini Centro Sportivo Aeronautica Militare         | 3'50"2(m)   |
| 1971 | Gianni Del Buono CUS Roma                                      | 3'41"9(m)   |
| 1972 | Franco Arese Alco Rieti                                        | 3'46"(m)    |
| 1973 | Adelio Diamante Centro Sportivo Carabinieri                    | 3'48"8(m)   |
| 1974 | Carlo Grippo Arca Roma                                         | 3'53"7(m)   |
| 1975 | Roberto Gervasini SNIA Milano                                  | 3'50"8(m)   |
| 1976 | Barry Smith Regno Unito                                        | 3'43"13     |
| 1977 | Adelio Diamante SNIA Milano                                    | 3'48"41     |
| 1978 | Federico Leporati Centri Sportivi Agonistici Marina Militare   | 3'55"1(m)   |
| 1979 | Claudio Patrignani Coedil Fano                                 | 3'46"1(m)   |
| 1980 | Federico Leporati Fiat Iveco Torino                            | 3'44"0(m)   |
| 1981 | Gianni Truschi Gruppo Sportivo Fiamme Oro                      | 3'47"27     |
| 1982 | Fulvio Costa Gruppo Sportivo Fiamme Oro                        | 3'44"85     |
| 1983 | Claudio Patrignani Gruppo Sportivo Fiamme Oro                  | 3'49"07     |
| 1984 | Carlo Simongini Rolly Go Pescara                               | 3'51"79     |
| 1985 | Riccardo Materazzi Athletic Club Bergamo                       | 3'44"39     |
| 1986 | Claudio Patrignani Pro Patria Freedent Milano                  | 3'44"95     |
| 1987 | Luca Vandi ASSI Banca Toscana Firenze                          | 3'44"39     |
| 1988 | Luca Vandi ASSI Banca Toscana Firenze                          | 3'48"15     |
| 1989 | Tonino Viali Gruppo Sportivo Fiamme Oro                        | 3'46"63     |
| 1990 | Davide Tirelli Gruppo Sportivo Fiamme Azzurre                  | 3'48"75     |
| 1991 | Davide Tirelli Gruppo Sportivo Fiamme Azzurre                  | 3'49"89     |
| 1992 | Amos Rota Atletica Bergamo 1959                                | 3'40"00     |
| 1993 | Amos Rota Centro Sportivo Carabinieri                          | 3'44"40     |
| 1994 | Massimo Pegoretti Gruppo Sportivo Fiamme Azzurre               | 3'45"51     |
| 1995 | Andrea Abelli Gruppo Sportivo Fiamme Oro                       | 3'49"77     |
| 1996 | Andrea Giocondi Gruppi Sportivi Fiamme Gialle                  | 3'46"86     |
| 1997 | Giuseppe D'Urso Gruppo Sportivo Fiamme Azzurre                 | 3'57"5      |
| 1998 | Giuseppe D'Urso Gruppo Sportivo Fiamme Azzurre                 | 3'39"73     |
| 1999 | Salvatore Vincenti Gruppi Sportivi Fiamme Gialle               | 3'44"72     |
| 2000 | Abdallah Abdelhak Atletica Riccardi                            | 3'46"05     |
| 2001 | Christian Obrist Centro Sportivo Carabinieri                   | 3'42"85     |
| 2002 | Lorenzo Lazzari Gruppo Sportivo Fiamme Oro                     | 3'43"94     |
| 2003 | Salvatore Vincenti Gruppi Sportivi Fiamme Gialle               | 3'47"03     |
| 2004 | Andrea Longo Gruppo Sportivo Fiamme Oro                        | 3'43"31     |
| 2005 | Andrea Longo Gruppo Sportivo Fiamme Oro                        | 3'41"79     |
| 2006 | Christian Obrist Centro Sportivo Carabinieri                   | 3'47"67     |
| 2007 | Maurizio Bobbato Centro Sportivo Carabinieri                   | 3'47"38     |
| 2008 | Christian Obrist Centro Sportivo Carabinieri                   | 3'42"39     |
| 2009 | Christian Obrist Centro Sportivo Carabinieri                   | 3'41"03     |
| 2010 | Mario Scapini Pro Patria Milano                                | 3'45"38     |
| 2011 | Marco Najibe Salami Centro Sportivo Esercito                   | 3'44"09     |
| 2012 | Merihun Crespi Centro Sportivo Esercito                        | 3'44"79     |
| 2013 | Marco Najibe Salami Centro Sportivo Esercito                   | 3'49'96     |
| 2014 | Abdellah Haidane Pro Patria Milano                             | 3'44"26     |
| 2015 | Joao Bussotti Atletica Livorno 1950                            | 3'54"25     |
| 2016 | Mohad Abdikadar Sheik Ali Centro Sportivo Aeronautica Militare | 3'44"68     |
| 2017 | Yassin Bouih Gruppi Sportivi Fiamme Gialle                     | 3'48"22     |
| 2018 | Yassin Bouih Gruppi Sportivi Fiamme Gialle                     | 3'44"19     |
| 2019 | Enrico Riccobon Atletica Brugnera Friulintagli                 | 3'44"97     |
| 2020 | Yassin Bouih Gruppi Sportivi Fiamme Gialle                     | 3'40"75     |
| 2021 | Pietro Arese Gruppi Sportivi Fiamme Gialle                     | 3'40"54     |
| 2022 | Nesim Amsellek Club Sportivo San Rocchino                      | 3'39"87     |
| 2023 | Pietro Arese Gruppi Sportivi Fiamme Gialle                     | 3'48"07     |